# A repülés elmélete
A repülés elmélete (eredeti cím: The Theory of Flight) 1998-ban bemutatott brit romantikus filmvígjáték-dráma, melyet Richard Hawkins forgatókönyvéből Paul Greengrass rendezett. A főbb szerepekben Helena Bonham Carter és Kenneth Branagh látható.
Világpremierje 1998. szeptember 11-én volt a Torontói Nemzetközi Filmfesztiválon. Összességében vegyes kritikákat kapott.

## Cselekmény
Richard sikertelen művész, szabadidejében primitív repülő szerkezeteket épít. Amikor egy londoni üzletház tetejéről saját készítésű tákolmányával lezuhan és meggondolatlan tette miatt a bíróság közhasznú munkára ítéli. Richard egy ingerlékeny, fogyatékossággal élő, ALS-ben szenvedő nő gondozója lesz, aki korábban már több segítőjét is elüldözte maga mellől.
Idővel Richard és Jane összebarátkoznak, Jane pedig segítséget kér tőle egy személyes problémájában: szeretné elveszíteni szüzességét, mielőtt meghalna. Richard vonakodva próbál megfelelő partnert találni, mialatt újabb kísérleti repülőgépet épít. Végül találnak egy magas összegekért dolgozó dzsigolót, aki 2000 fontért hajlandó lefeküdni a nővel. Mivel egyiküknek sincs ennyi pénze, úgy döntenek, Richard kirabol egy bankot.
Richard hotelszobát bérel Jane-nek és előlegként 500 fontot ad a dzsigolónak. Amíg Richard a bankba megy, a dzsigoló ágyba fekteti az ideges Jane-t, de a nő pánikba esik és meggondolja magát. Richard sem képes végrehajtani küldetését és Jane nevét kiáltozva kiszalad a bankból. Visszatérve a hotelbe elküldi a dzsigolót és megvigasztalja a feldúlt lányt.
Később Richard és Jane sikeresen landol a férfi repülőjével, bár az leszállás közben darabokra hullik. Ezután egy ágyban fekszenek, utalva arra, hogy lefeküdtek egymással. Jane hamarosan meghal, a film végén Richard a repülője roncsaiból kialakított, Jane tiszteletére épített emlékhely előtt látható.

## Szereplők
| Szerep        | Színész              | Magyar hang         |
| ------------- | -------------------- | ------------------- |
| Jane Hatchard | Helena Bonham Carter | Majsai-Nyilas Tünde |
| Richard       | Kenneth Branagh      | Szakácsi Sándor     |
| Anne          | Gemma Jones          | Menszátor Magdolna  |
| Julie         | Holly Aird           | Ősi Ildikó          |
| dzsigoló      | Ray Stevenson        | Kárpáti Levente     |
| farmer        | Robert Blythe        | Végh Ferenc         |

## Fogadtatás
A film vegyes kritikákat kapott: a Rotten Tomatoes weboldalon 22 kritika alapján 50%-os értékelésen áll.
Roger Ebert négyből két és fél csillagra értékelte és a hasonló témájú Táncoltass a dalomra című ausztrál filmdrámát sokkal jobbnak tartotta nála. „A repülés elmélete tulajdonképpen egész élvezetes. De ha megnézed a Táncoltass a dalomra című filmet, akkor megdöbbent a különbség. Két film. Ugyanaz a sztori. Ugyanaz a cél. Hasonló karakterek. Hasonló szituáció. Az egyik szórakoztató. A másik mennykőcsapás”.

## Fordítás
- Ez a szócikk részben vagy egészben  a   The Theory of Flight című angol Wikipédia-szócikk ezen változatának fordításán alapul.  Az eredeti cikk szerkesztőit annak laptörténete sorolja fel. Ez a jelzés csupán a megfogalmazás eredetét és a szerzői jogokat jelzi, nem szolgál a cikkben szereplő információk forrásmegjelöléseként.